# CO Roubaix-Tourcoing
Club olympique de Roubaix-Tourcoing, zkráceně CO Roubaix-Tourcoing, byl francouzský fotbalový klub z Roubaix.
Klub vznikl roku 1945 sloučením klubů Excelsior AC Roubaix, RC Roubaix a US Tourcoing a zanikl roku 1970. 1× byl mistrem Francie.

## Historie
Klub vznikl roku 1945 sloučením klubů Excelsior AC Roubaix, RC Roubaix a US Tourcoing.
Roku 1947 tým vyhrál francouzskou ligu.
Roku 1955 tým sestoupil do 2. ligy.
Roku 1957 se osamostatnil US Tourcoing.
Roku 1963 se klub změnil z profesionálního na amatérský a začal hrát regionální ligu. Téhož roku se osamostatnil RC Roubaix.
Roku 1970 klub zanikl.

## Úspěchy
- Ligue 1 (1x): 1946/47